# Isaia (Michelangelo)
Il profeta Isaia (365x380 cm) venne affrescato da Michelangelo Buonarroti nel 1508-1510 circa e fa parte della decorazione della volta della Cappella Sistina, nei Musei Vaticani a Roma, commissionata da Giulio II.

## Storia

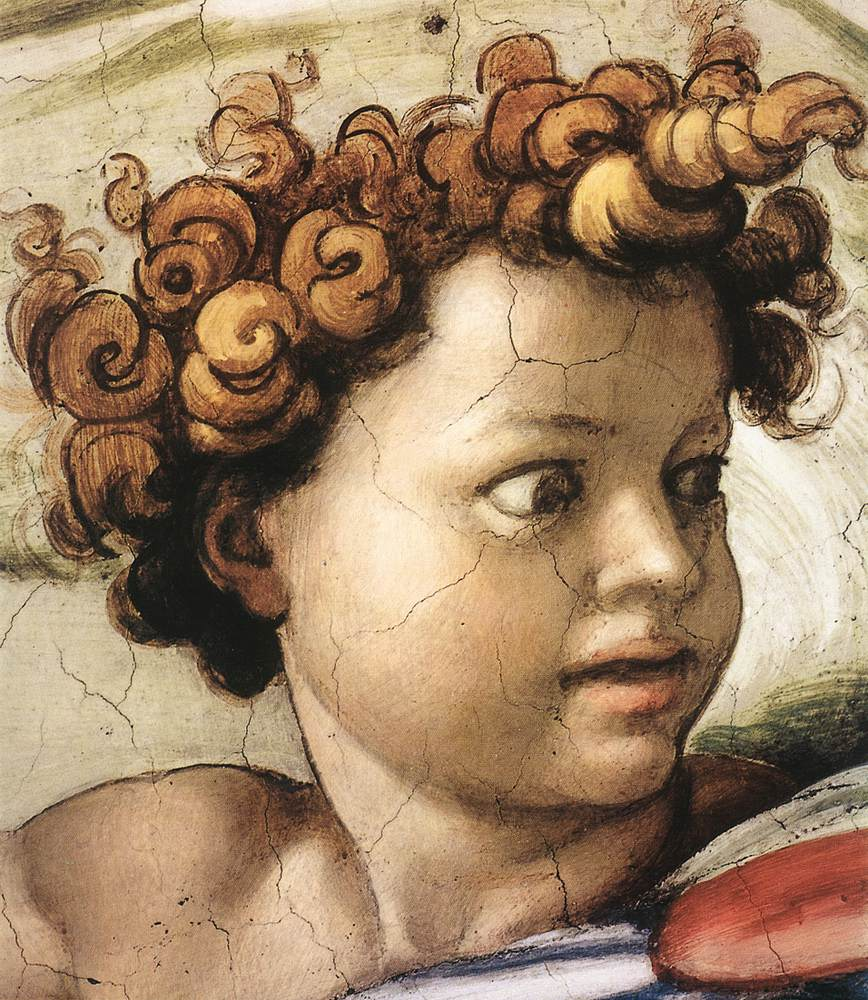
Dettaglio

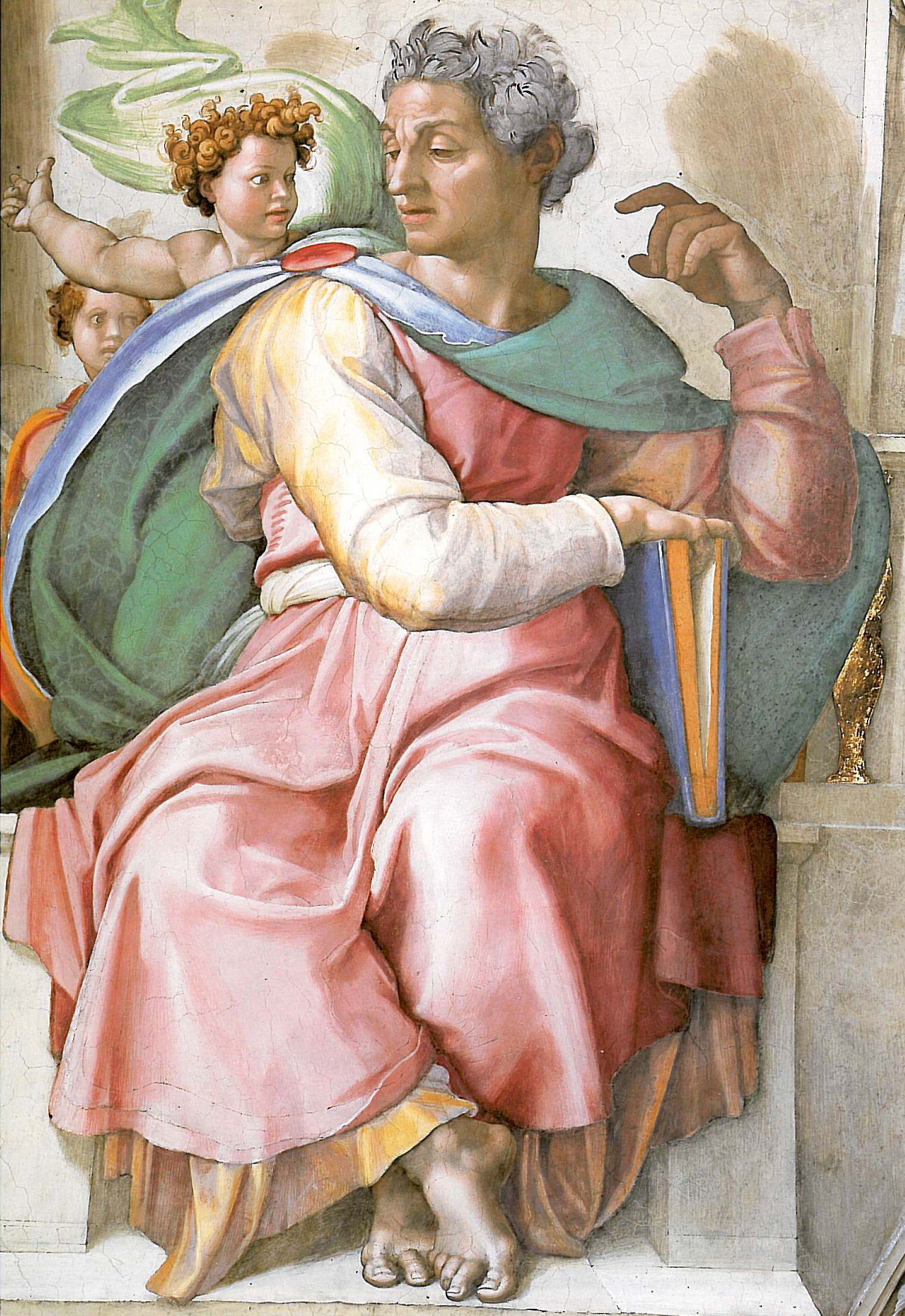
Dettaglio

Nel dipingere la volta, Michelangelo procedette dalle campate vicino alla porta d'ingresso, quella usata durante i solenni ingressi in cappella del pontefice e del suo seguito, fino alla campata sopra l'altare. Isaia quindi, che si trova nella terza campata a partire dalla porta, fu una delle figure del primo blocco di lavori, concluso nel 1510.

## Descrizione e stile
Isaia fa parte della serie dei Veggenti, collocati su ampi troni architettonici sui peducci. Ognuno di essi è affiancato da un paio di giovani assistenti e sta in un grande scranno marmoreo, tra due plinti con finti altorilievi di putti a coppie, in varie posizioni. Il loro nome è scritto (in questo caso ESAIAS) in tabelle sotto la piattaforma che fa da base al trono, rette da un putto.
Isaia è mostrato come se avesse appena interrotto la lettura del libro che, pur tenendo ancora il segno con la destra, ha riposto sotto il braccio sinistro. Seguendo un richiamo fatto dal fanciullo riccioluto dietro di lui, volge il capo verso sinistra, con un'espressione angosciata, ma senza guardare nessun punto in particolare. È animato infatti da una tensione tutta interiore, che si esprime nella fronte aggrottata e nel torcersi concatenato delle membra, fino ai piedi incrociati. Il dinamismo è sottolineato dalla curva del mantello (azzurro con fodera verde) sollevato dal vento, a cui fanno eco i panni svolazzanti dei due assistenti, verde e arancio. La sua tunica è giallastra con riflessi cangianti argentei, con una veste soprastante di colore rosato, tenuta in vita da una fascia bianca.
La capigliatura grigia ha uno straordinario effetto di leggerezza, ottenuto tramite un ricorso al bruno scurissimo per i contorni e le ombre e al nero impastato col bianco di San Giovanni per le ciocche.

## Omaggi
In occasione del quarto centenario della morte di Michelangelo Buonarroti, il 16 giugno 1964, le Poste Vaticane hanno dedicato a questo affresco un francobollo da 25 lire.

## Galleria d'immagini

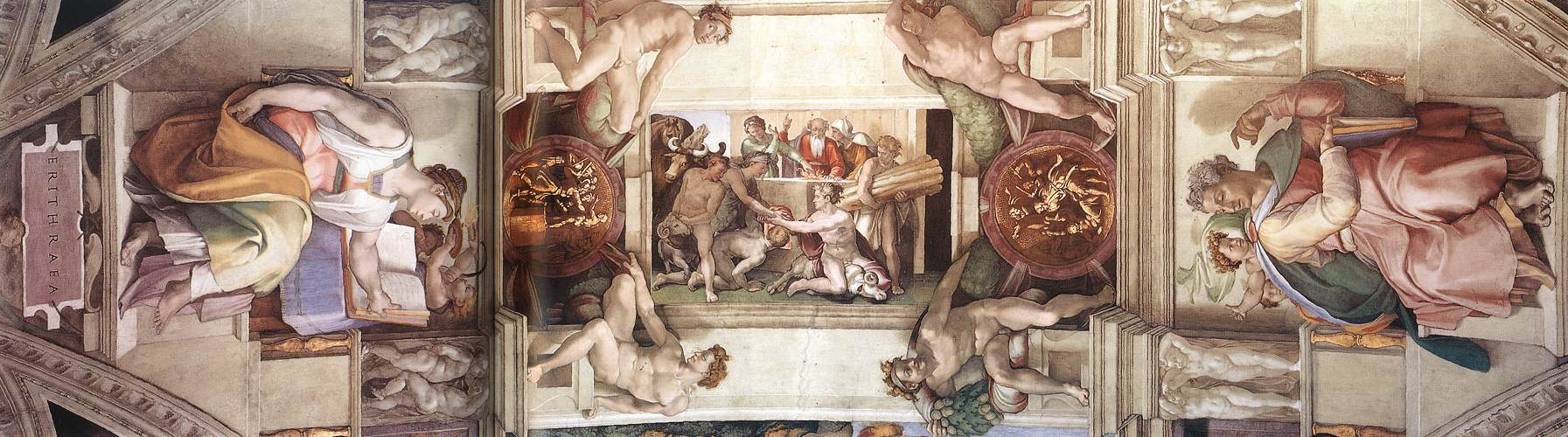
La terza campata
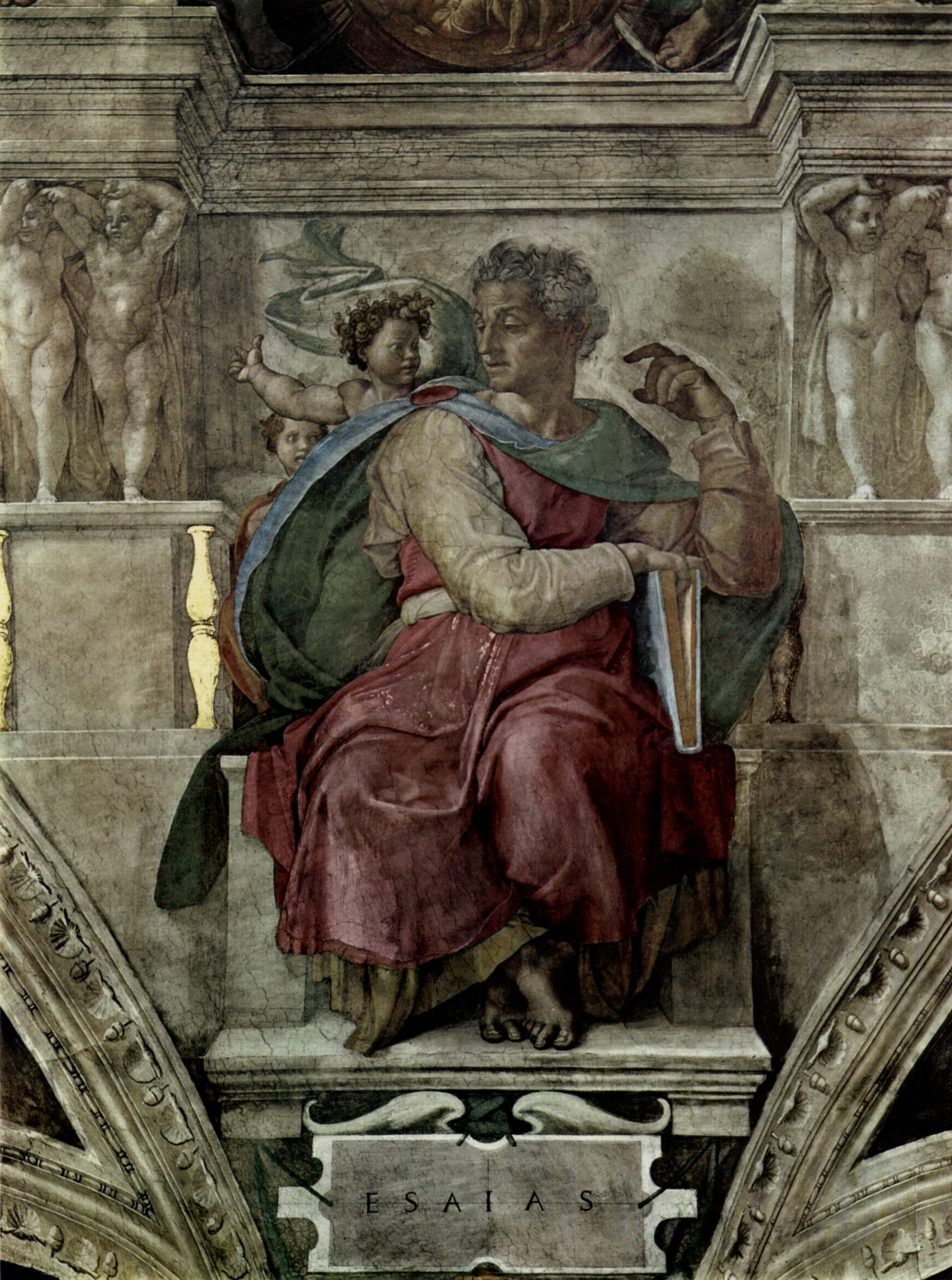
Isaia prima del restauro